# معدن مرمر کارارا

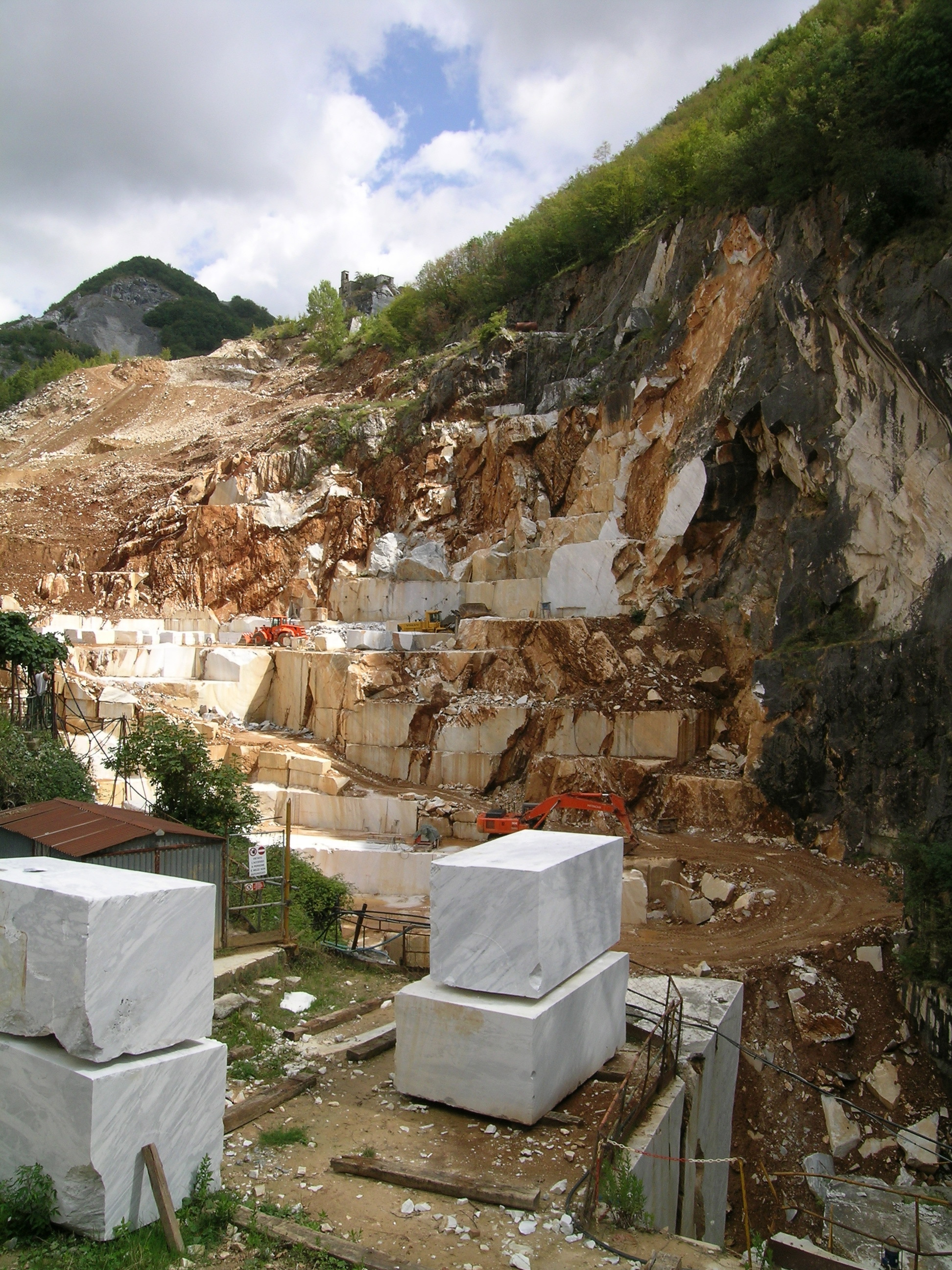
یک معدن سنگ مرمر کارارا

معدن مرمر کارارا در معماری رومی برای استفاده در مجسمه‌سازی و دکوراسیون ساختمان محبوبیت دارد. از زمان رومیان در کوه‌های خارج از شهر کارارا در استان ماسا و کارارا در لونیجیانا، شمالی‌ترین نوک توسکانی امروزی، ایتالیا استخراج می‌شده‌است.
سنگ مرمر از بیش از ۶۵۰ سایت معدن در نزدیکی کارارا بیش از هر مکان دیگری استخراج شده‌است. در اواخر قرن بیستم، این سنگ تمام شده بود، و تولید مداوم قابل توجهی از سنگ با رنگ مایل به خاکستری، یا رگه‌هایی از سیاه یا خاکستری روی سفید است.
منطقه حفاظت شده آلپی آپوانه که به دلیل ریخت‌شناسی آنها «آلپ» تعریف می‌شود، یک سیستم کوهستانی است که از شمال غربی توسکانی در سطحی به وسعت ۴۰۰ کیلومتر مربع گسترش می‌یابد. کوه‌ها به موازات ساحل تیرنیا امتداد دارند. توسکانی برای حفاظت و ارزش بخشیدن به این منطقه، پارکی را در سال ۱۹۸۵ برپا کرد. کوه توسط معادن سنگ مرمر شکافته شده‌است و یک پارک طبیعی معدنی با زیبایی بالا ایجاد می‌کند.